# Estação dos Correios de Odemira
A Estação dos Correios de Odemira, também conhecida como Edifício dos Correios, Telégrafos e Telefones de Odemira, é um edifício histórico na vila da Odemira, na região do Alentejo, em Portugal.

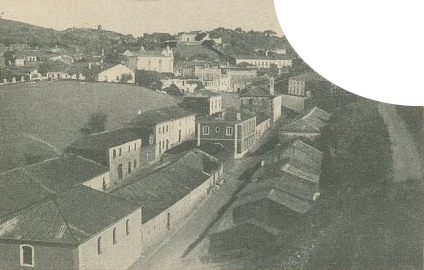
Bairro do Prado, nos princípios do século XX. O edifício da estação dos correios foi construído nesta área em 1951.

## Descrição e história
O edifício dos correios tem acesso pela Rua de Sousa Prado, situada nas imediações do centro histórico da vila de Odemira, estando integrada na União de Freguesias de São Salvador e Santa Maria.
A estação foi construída em 1951, no âmbito do Plano de Construções dos Novos Edifícios para os CTT. Este programa tinha-se iniciado em 1937, com a formação da Delegação dos Novos Edifícios para os CTT.
O imóvel foi alvo de um procedimento para a sua classificação na década de 2000, mas o processo acabou por ser arquivado, tendo o despacho de encerramento sido publicado em 1 de Agosto de 2007.